# Hapteur

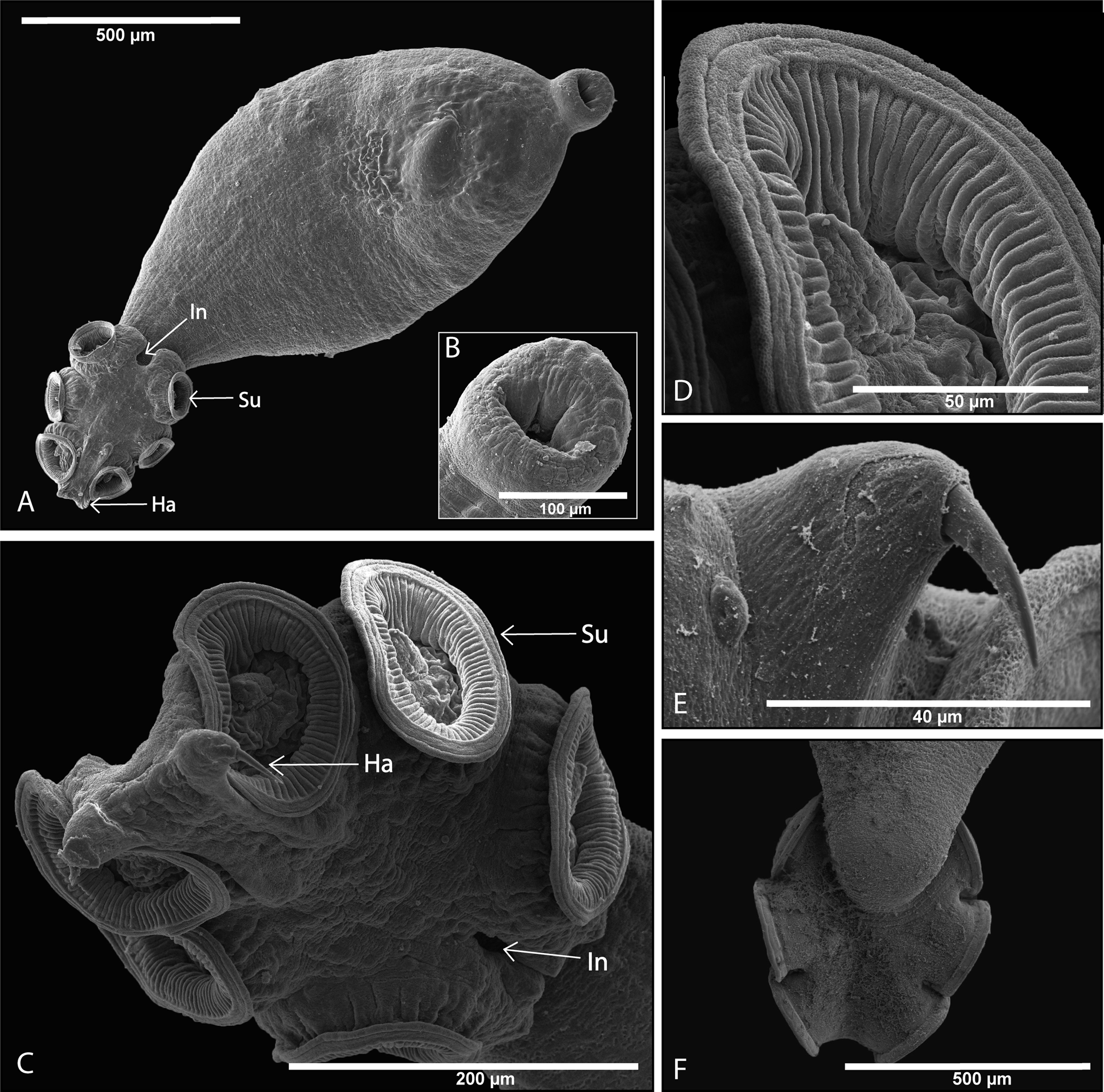
Microscopie électronique à balayage de Protopolystoma xenopodis, un Monogène Polyopisthocotylea. Hapteur, Ha.

Silhouettes des corps de Monogènes Polyopisthocotylea. Le hapteur est la partie postérieure du corps (en bas sur chaque dessin)

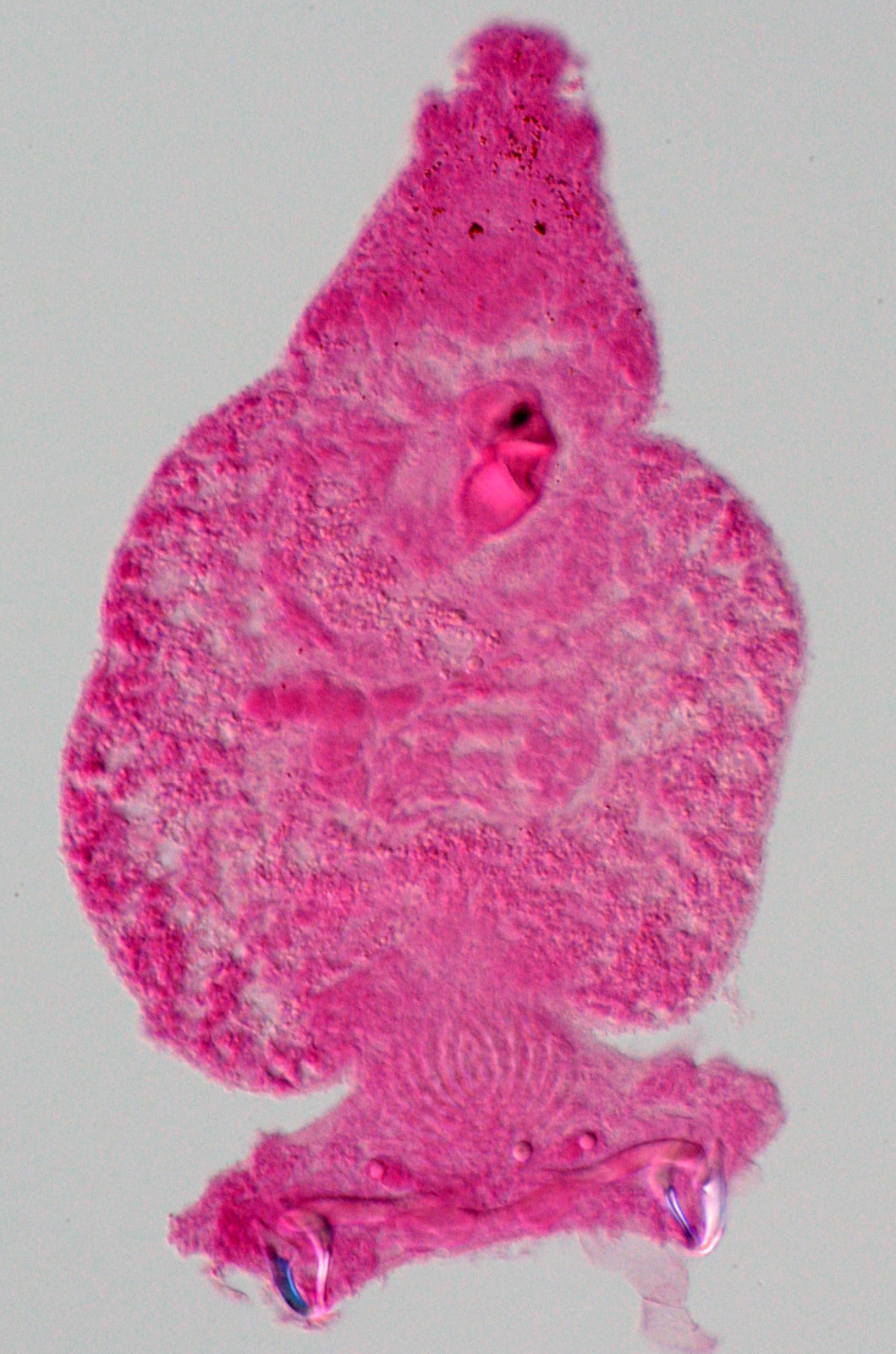
Corps d'un Monogène Monopisthocotylea. Le hapteur est la partie postérieure du corps (en bas, après la partie plus fine ou pédoncule)

Le hapteur est l'organe de fixation des Monogènes, un groupe de Plathelminthes parasites.
Le hapteur est parfois appelé « opisthapteur » (de  opistho-  : derrière) pour souligner qu'il est situé dans la partie postérieure du corps, et pour la différencier du « prohapteur » (de  pro  : à l'avant), une structure comprenant des glandes et située à la partie antérieure du corps.
D'après Yamaguti (1963), l'organe adhésif principal des monogènes, le hapteur, est postérieur, plus ou moins en forme de disque, musculaire, peut être divisé en alvéoles ou loges, porte habituellement des grands crochets, presque toujours des petits crochets larvaires marginaux, ou alors est de forme réduite avec des grands crochets. Le hapteur peut porter des ventouses musculaires ou des pinces sessiles ou pédonculées (formées de sclérites), disposées symétriquement ou asymétriquement ; des organes adhésifs accessoires peuvent être présents sous la forme de plaques armées ou d'appendices.

La structure du hapteur est différente dans les deux principaux groupes constituant les Monogenea, à savoir les Polyopisthocotylea et les Monopisthocotylea, et constitue une partie importante du diagnostic dans les deux groupes :
- Chez les Polyopisthocotylea, le hapteur porte généralement plusieurs pinces ou ventouses, et est souvent asymétrique[4].

- Chez les Monopisthocotylea, le hapteur est formé d'une seule unité d'attachement, symétrique, et n'a jamais de pinces[5]. Dans la famille Diplectanidae, le hapteur porte des structures spéciales, appelées squamodisques ou lamellodisques (un ventral et un dorsal).